# Jørpeland
Jørpeland est une ville de Norvège, dont la population en 2015 est de 6 948 habitants.
Elle est située dans la campagne de  Ryfylke sur Idsefjord, à l'embouchure de la Jørpelandsåna.
Les lieux environnants sont Fjellsholmen, les deux îles inhabitées de Jørpelandsholmen et les trois lacs de Åsvatnet, Regnarvatnet et Svortingsvatnet. Le Lysefjord est au sud-est.